# Australské antarktické území

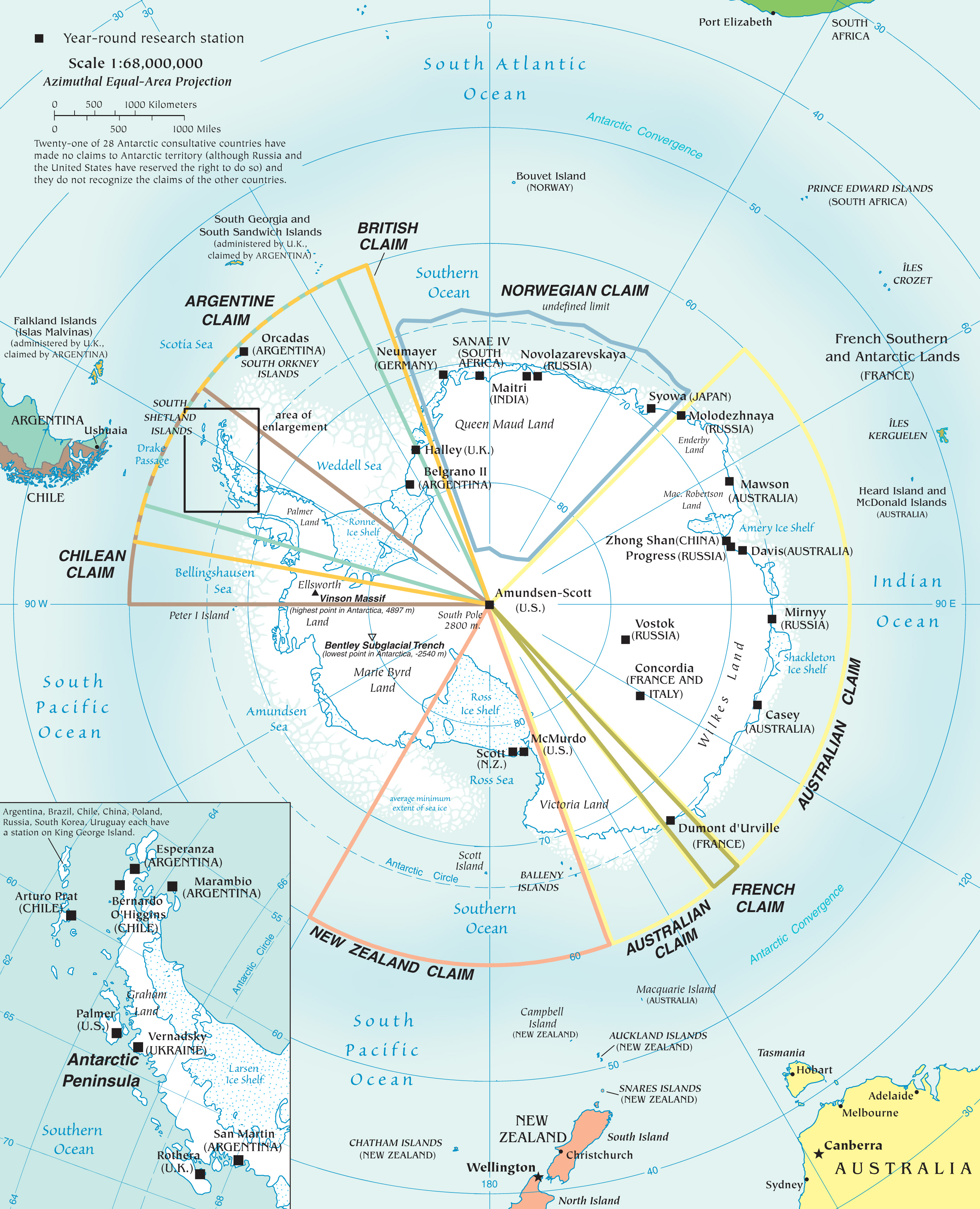
Mapa antarktických sektorů

Australské antarktické území, také Australské antarktické teritorium (anglicky Australian Antarctic Territory), zkratka AAT, je vnější, nesamosprávné, trvale neobydlené území Australského svazu. Je spravováno federální vládou, kde ji řídí Tony Burke, ministr pro udržitelný rozvoj, životní prostředí, vodní zdroje, obyvatelstvo a společnost (Minister for Sustainability, Environment, Water, Population and Communities) prostřednictvím agentury Australská antarktická divize (Australian Antarctic Division).

## Situace
Území se skládá ze dvou částí, větší západní a menší východní. Hranice západní části probíhají po 45. a 136. polednících a východní po 142. a 160. polednících východní zeměpisné délky. Obě části mají tvar sférických rovnoramenných trojúhelníků od jižního pólu po 60. jižní rovnoběžku. Mezi oběma částmi je sevřena Adélina země, jeden z pěti distriktů Francouzských jižních a antarktických území. AAA největší teritorium Antarktidy, je rozděleno na několik historických oblastí, zemí. Ve východní části se nacházejí Oates Land a země Jiřího V., v západní země královny Marie, země císaře Viléma II., země princezny Alžběty, Mac. Robertson Land, Kemp Land a Enderby Land.
Někdy se do AAA započítávají také subantarktické ostrovy Macquarův ostrov (jinak dependence Tasmánie) a Heardův ostrov a McDonaldovy ostrovy (jinak zámořské území).

## Historie
V 19. století tyto nehostinné kraje navštěvovali zřídka jen lovci tuleňů a velryb. Prvé oficiální nároky na území Antarktidy vzneslo Spojené království Velké Británie a Irska, dekrety králů Eduarda VII. a Jiřího V. již v létech 1908 a 1917. Na počátku 20. století se zapojili také průzkumníci z Austrálie do výzkumu Antarktidy. Nejznámější je, australský národní hrdina, Douglas Mawson který dosáhl v lednu 1909 severního magnetického pólu a při další výpravě od ledna 1912 do prosince 1913 vykonal mnoho geologických, biologických i meteorologických měření v rozsáhlých oblastech vnitřní Antarktidy. Za povšimnutí stojí jeho pokus, byť neúspěšný, použít k průzkumu letadlo. Prozkoumaná území vždy označoval za součást britské koruny.
Roku 1933 předalo Spojené království Velké Británie a Severního Irska část nárokovaných území svému dominiu Austrálii (Australian Antarctic territory Acceptance Act 1933 No. 8), která tato území formálně přijala v roce 1936 jako Australské antarktické území. Macquarův ostrov a Heardův ostrov a MacDonaldovy ostrovy předalo Spojené království Austrálii v roce 1947.
Postupně vznikaly mezi jednotlivými státy spory o antarktická území, které na dobu 50 let dočasně vyřešila Smlouva o Antarktidě z roku 1959, ke které již přistoupilo 49 zemí. Smlouva mj. stanoví zachování status quo ve vlastnických právech i nárocích na území s tím, že práva ani nároky nebudou zúčastněnými státy prozatím uplatňovány.

## Geografie
Australské antarktické území, stejně jako celá východní část Antarktidy, obsahuje horniny staré téměř 4 miliony let, jedny z nejstarších na Zemi. Antarktida tehdy byla součástí nezaledněného prakontinentu Gondwana. Téměř 99,8 % území AAA je v současnosti pokryto sněhem a ledem tlustým až 4 km (průměr je asi 2 km), který svou váhou zatlačil pevninu místy až 1 km pod úroveň mořské hladiny. Území je hornaté, na mnoha místech hory "vyčnívají" z ledového krunýře. V západním sektoru je nejvyšší Mount Menzies (3490 m) a ve východním Mount McClintock (3355 m). Nachází se zde také největší ledovec, Lambertův ledovec, dlouhý 402 a široký 64 km.
Často se hovoří o nerostném bohatství tohoto území, ale zásoby se pouze odhadují, je složité provádět výzkumy pod kilometrovými vrstvami ledu. Navíc ekonomické využívání Antarktidy je Smlouvou o Antarktidě zakázáno.

## Podnebí
Pevninské počasí je velmi kruté, průměrné roční teploty na pobřeží jsou okolo -10 °C a ve vnitrozemí -50 °C (extrém -89,2 °C), u pobřeží je účinnost mrazů zvyšována silnými studenými přízemními katabatickými větry vanoucími s náhorní plošiny směrem k pobřeží. Dosahují rychlosti 30 až 70 km/h (extrém i 320 km/h), nejprudší jsou v pobřežních oblastech. V ovzduší je minimum vlhkosti, v centru kontinentu průměrně ročně nasněží, přepočteno na vodu, asi jen 60 mm.

## Fauna a flora
Jedinou oblastí AAA kde prosperuje život je Jižní oceán obklopující zaledněnou pevninu ze severu. Přestože je po část roku pokryt ledem, jsou jeho vody až o desítky stupňů teplejší než ovzduší. Tající ledovce stékající z pevniny do oceánu snižují slanost vody a obohacují vodu o minerální látky. Proto jsou vody okolo Antarktidy plné fytoplanktonu a zooplanktonu sloužící jako živiny pro kril, (tvořený hlavně krunýřovkou krilovou (Euphausia superba)), základní potravu pro další vodní živočichy. Žije zde mnoho ryb, ptáků, velryb i ploutvonožců.
Na pevnině pravidelně hnízdí v rozsáhlých koloniích tučňáci kroužkoví (Pygoscelis adeliae) a tučňáci císařští (Aptenodytes forsteri), u pobřeží buřňáci antarktičtí (Thalassoica antarctica) a chaluhy antarktické (Catharacta maccormicki). Vyvádějí tam svá mláďata tuleni Weddellovi (Leptonychotes weddellii) a tuleni krabožraví (Lobodon carcinophagus). Na chráněných trvale odledněných místech rostou jen ty nejvytrvalejší mechy a lišejníky.

## Obyvatelstvo
Území trvale obydleno není, ale je zde v současnosti v provozu 9 polárních stanic, 3 obhospodařuje Austrálie, 3 Rusko, 1 Čína, 1 Rumunsko a 1 společně Itálie s Francií. Nejstarší je australská stanice nesoucí jméno australského polárníka Mawson Station, ta je v provozu nepřetržitě od roku 1954.

## Poštovní známky
Od roku 1957 začala australská poštovní správa tisknout definitivní poštovní známky označené nápisem AUSTRALIAN ARTARTIC TERRITORY. Byly australského stylu, zpravidla v námětem vztahujícím se k Antarktidě. Nebyly tištěny každým rokem a platily i na území Austrálie. V období let 1964 - 1965 byly na celém tomto území v provozu čtyři poštovní stanice, které orazítkovaly 3385 poštovních zásilek.